# اتحاد مدنی
ازدواج مدنی یا پیوند مدنی (به انگلیسی: Civil Union) یا (به انگلیسی: Registered Partnership) به نوعی از ازدواج گفته می‌شود که در آن حقوق و مسئولیت‌های زوجین نسبت به هم در قیاس با ازدواج یا پیوند زناشویی کمتر است. این نوع ازدواج گاهی با نام شراکت رسمی نیز شناخته می‌گردد. میزان حقوق و مزایایی که قانون اتحاد مدنی برای ازدواج در نظر می‌گیرد از کشوری به کشور دیگر، متفاوت است. برای مثال در نیوزیلند تقریباً کلیهٔ حقوق و مزایای ازدواج در قانون اتحاد مدنی گنجانده شده‌است. در مقابل جمهوری چک مزایای بسیار کمتری را برای زوج‌هایی که وارد اتحاد مدنی می‌شوند در مقایسه با ازدواج، فراهم می‌کند. دانمارک به عنوان اولین کشور در سال ۱۹۸۹ این قانون را به منظور فراهم کردن حقوق هم‌جنس‌گرایان، مزایا و مسئولیت‌هایی شبیه ازدواج دگرجنس‌گرایان تصویب کرد. در بعضی از کشورها همچون اروگوئه، فرانسه و نیوزیلند زوج‌های غیر هم‌جنس نیز می‌توانند به جای ازدواج وارد اتحاد مدنی گردند که اصطلاحاً به آن ازدواج غیر مذهبی هم می‌گویند. امروزه در ده‌ها کشور، اتحاد مدنی برای هم‌جنس‌گرایان و دگرجنس‌گرایان آزاد است.